# Александар Аксентијевић
Александар Аксентијевић (Пожаревац, 1886 — Београд, 1970) био је српски адвокат, члан Централног националног комитета Краљевине Југославије.

## Биографија
Основну школу и гимназију је завршио у Београду, а по завршетку Првог светског рата завршава Правни факултет у Београду и приступа чланству Радикалне странке. У чланству остаје све до 1929. када је приступио чланству Југословенске националне странке (ЈНС).
У периоду предратне Краљевине Југославије био је стални народни посланик у Скупштини. Из политичког живота се повукао 1940. када је званично пензионисан.

### Други светски рат и окупација
Почетак Априлског рата га затиче у Београду, а по окупацији одлази у родни град где се касније повазао са појединим политичарима Равногорског покрета и у септембру исте године, после првог састанка између Тита и Драже Михаиловића званично приступио Равногорском покрету.
Након стварања Централног националног комитета у августу 1941. улази у састав Комитета као њен политички представник блока ЈНС-а.
Крајем 1941. и почетком 1942. скривао се на простору Равне горе, а у марту 1942. одлази у источну Србију где је успоставио везу са мајором Миланом Калабићем. Понуду Недића да се ангажује у власти је одбио после чега се морао повући из Србије.
Након повратка Михаиловића у Србију и он се враћа, а после Светосавског Конгреса у селу Ба, изабран у Извршни одбор ЦНК. У западној Србији остаје све до фебруара 1944. када је са савезничком мисијом, на кратко време, отпутовао из земље ради политичких покушаја да се савезници упознају са правим стањем у земљи.
У Србију се поново враћа у јуну 1944, а после растурања ЦНК у септембру 1944. одлази са Врховном Командом у правцу Босне. Ту се предао Југословенској армији која га је спровела за Београд.

### Послератно стање
Суђенo му је августа 1945. у Београду и осуђен на казну затвора у трајању од 10 година. Своје затворске дане је проводио у Сремској Митровици, да би га власти после амнестирале и пустиле на слободу.
Умро је у Београду 1970. године.